# Hugo Nys (tennisser)
Hugo Nys (16 februari 1991) is een Monegaskische tennisspeler van Franse oorsprong. Hij heeft zes ATP-toernooien in het dubbelspel gewonnen. Ook deed hij al mee aan een grandslamtoernooi. Hij heeft vier challengers in het dubbelspel op zijn naam staan.

## Palmares dubbelspel
| Legenda                       | Legenda               |
| ----------------------------- | --------------------- |
| Grand Slam                    |                       |
| Olympische Spelen             |                       |
| tot 2009                      | vanaf 2009            |
| Tennis Masters Cup            | ATP Finals            |
| ATP Masters Series            | ATP Tour Masters 1000 |
| ATP International Series Gold | ATP Tour 500          |
| ATP International Series      | ATP Tour 250          |

| Nr.                              | Datum             | Toernooi             | Ondergrond    | Partner            | Tegenstanders in finale                  | Score                  | Details |
| -------------------------------- | ----------------- | -------------------- | ------------- | ------------------ | ---------------------------------------- | ---------------------- | ------- |
| gewonnen finales mannendubbel    |                   |                      |               |                    |                                          |                        |         |
| 1.                               | 3 augustus 2019   | ATP Cabo San Lucas   | Hardcourt     | Romain Arneodo     | Dominic Inglot Austin Krajicek           | 7–5, 5–7, [16–14]      | Details |
| 2.                               | 2 mei 2021        | ATP Estoril          | Gravel        | Tim Pütz           | Luke Bambridge Dominic Inglot            | 7–5, 3–6, [10–3]       | Details |
| 3.                               | 23 mei 2021       | ATP Lyon             | Gravel        | Tim Pütz           | Pierre-Hugues Herbert Nicolas Mahut      | 6–4, 5–7, [10–8]       | Details |
| 4.                               | 25 september 2022 | ATP Metz (1)         | Hardcourt (i) | Jan Zieliński      | Lloyd Glasspool Harri Heliövaara         | 7–6(5), 6–4            | Details |
| 5.                               | 21 mei 2023       | ATP Rome             | Gravel        | Jan Zieliński      | Robin Haase Botic van de Zandschulp      | 7-5, 6-1               | Details |
| 6.                               | 11 november 2023  | ATP Metz (2)         | Hardcourt (i) | Jan Zieliński      | Constantin Frantzen Hendrik Jebens       | 6-4, 6-4               | details |
| verloren finales mannendubbel    |                   |                      |               |                    |                                          |                        |         |
| 1.                               | 11 februari 2018  | ATP Montpellier      | Hardcourt (i) | Ben McLachlan      | Ken Skupski Neal Skupski                 | 6–7(2), 4–6            | Details |
| 2.                               | 26 september 2021 | ATP Metz             | Hardcourt (i) | Arthur Rinderknech | Hubert Hurkacz Jan Zieliński             | 5-7, 3-6               | Details |
| 3.                               | 31 oktober 2021   | ATP Sint-Petersburg  | Hardcourt (i) | Andrej Goloebev    | Jamie Murray Bruno Soares                | 3-6, 4-6               | Details |
| 4.                               | 27 augustus 2022  | ATP Winston-Salem    | Hardcourt     | Jan Zieliński      | Matthew Ebden Jamie Murray               | 4-6, 2-6               | Details |
| 5.                               | 28 januari 2023   | Australian Open      | Hardcourt     | Jan Zieliński      | Rinky Hijikata Jason Kubler              | 4-6, 6-7(4)            | Details |
| 6.                               | 28 januari 2023   | Australian Open      | Hardcourt     | Jan Zieliński      | Rinky Hijikata Jason Kubler              | 4-6, 6-7(4)            | Details |
| 7.                               | 29 oktober 2023   | ATP Bazel            | Hardcourt (i) | Jan Zieliński      | Santiago Gonzalez Edouard Roger-Vasselin | 7-6(8), 6-7(3), [1-10] | Details |
| Gewonnen challengers herendubbel |                   |                      |               |                    |                                          |                        |         |
| 1.                               | 14 oktober 2013   | Mouilleron-le-Captif | hardcourt (i) | Fabrice Martin     | Henri Kontinen Adrián Menéndez Maceiras  | 3-6, 6-3, [10-8]       |         |
| 2.                               | 27 augustus 2017  | Manerbio             | Gravel        | Romain Arneodo     | Michail Jelgin Roman Jebavý              | 4-6, 7-6(3), [10-5]    |         |
| 3.                               | 6 januari 2018    | Noumea               | Hardcourt     | Tim Pütz           | Alejandro González Jaume Munar           | 6-2, 6-2               |         |
| 4.                               | 25 maart 2018     | Lille                | Hardcourt (i) | Tim Pütz           | Jeevan Nedunchezhiyan Purav Raja         | 7-6(3), 1-6, [10-7]    |         |

## Resultaten grote toernooien
| Legenda | Legenda                          |
| ------- | -------------------------------- |
| g.t.    | geen toernooi gehouden           |
| l.c.    | lagere categorie                 |
| –       | niet deelgenomen                 |
| G       | uitgeschakeld in de groepsfase   |
| 1R      | uitgeschakeld in de eerste ronde |
| 2R      | uitgeschakeld in de tweede ronde |
| 3R      | uitgeschakeld in de derde ronde  |
| 4R      | uitgeschakeld in de vierde ronde |
| KF      | uitgeschakeld in de kwartfinale  |
| HF      | uitgeschakeld in de halve finale |
| F       | de finale verloren               |
| W       | het toernooi gewonnen            |
| w-v     | winst/verlies-balans             |

### Mannendubbelspel
| grandslamtoernooien  |      |      |      |      |      |      |      |      |  |
| Australian Open      | –    | –    | 2R   | 1R   | 3R   | 1R   | 1R   | F    |  |
| Roland Garros        | 1R   | 1R   | 2R   | –    | 2R   | KF   | 3R   | 2R   |  |
| Wimbledon            | –    | 3R   | 1R   | 2R   | g.t. | 1R   | 2R   | 3R   |  |
| US Open              | –    | –    | 1R   | 1R   | –    | 2R   | KF   | KF   |  |
| ATP Masters 1000     |      |      |      |      |      |      |      |      |  |
| Indian Wells         | –    | –    | –    | –    | g.t. | –    | –    | 1R   |  |
| Miami                | –    | –    | –    | –    | g.t. | –    | –    | 1R   |  |
| Monte Carlo          | –    | HF   | 2R   | 1R   | g.t. | 1R   | 1R   | 1R   |  |
| Madrid               | –    | –    | –    | –    | g.t. | –    | –    | 2R   |  |
| Rome                 | –    | –    | –    | –    | –    | –    | –    | W    |  |
| Montreal/Toronto     | –    | –    | –    | –    | g.t. | –    | –    | 1R   |  |
| Cincinnati           | –    | –    | –    | –    | –    | –    | –    | 1R   |  |
| Shanghai             | –    | –    | –    | –    | g.t. | g.t. | g.t. | 1R   |  |
| Parijs               | –    | –    | –    | –    | 1R   | –    | 1R   | 1R   |  |
| Olympische Spelen    |      |      |      |      |      |      |      |      |  |
| Olympische Spelen    | g.t. | g.t. | g.t. | g.t. | g.t. | –    | g.t. | g.t. |  |
| statistieken         |      |      |      |      |      |      |      |      |  |
| totaal aantal titels | 0    | 0    | 0    | 1    | 0    | 2    | 1    | 2    |  |
| eindejaarsranking    | 330  | 91   | 79   | 66   | 66   | 44   | 41   | 15   |  |